# 石岡神社
石岡神社（いわおかじんじゃ）は愛媛県西条市氷見に鎮座する、西条だんじり祭り発祥の神社である。神紋は三つ巴。地元の産土神としても祀られ、江戸末期までは石岡八幡宮とも呼ばれた。｢石岡｣が正式な表記とされているが「岩岡」と表されることもある（社銘の石碑が代表的な例）。

## 祭神
- 誉田別尊(応神天皇)、気長足姫尊(神功皇后)、宗像三女神(多紀理姫命・多紀都姫命・市寸島姫命)の三座。

## 由緒
紀元4世紀の新羅征伐から凱旋した神功皇后が　九州の宇瀰（うみ、福岡県糟屋郡宇美町）にて応神天皇を出産した帰途の道中、現在の社叢のあるこの台地で天神地祇の奉祀をおこない、祝いが岡と云われ、やがて石岡となった。その後 貞観元年（859年）に宇佐神宮の八幡神をこの地に勧請して祀ったことが この神社のはじまりと伝えられている。
延久 5年(1073年)、源頼義が後冷泉天皇の勅命により伊予国内に十八社の八幡宮を建立した際、その一社として再興される。
天正13年(1586年)、小早川隆景の四国征伐のさいに戦場となり社殿が焼失。ご神体のみは守られ、仮社殿を設けて祀られた。寛文10年(1670年)に西条藩主松平頼純により藩の祈願所とされ、元禄2年(1689年)に社殿が再建される。以後　歴代の西条藩主もこれを奉祀した。
明治5年(1872年)、近代社格制度の導入にともない社格を郷社とされ、のち明治17年(1884年)に県社に昇格した。昭和21年(1946年)、南海地震が起こり拝殿など一部の社殿が倒壊したが昭和29年(1954年)に再建され現在に至る。

## 境内
- 一の鳥居
- 二の鳥居
- 桜の馬場
- 石柱門
- 神門
- 拝殿
- 本殿

## 摂末社
- 塩竈神社（祭神・塩土老翁）：向かって左側、以下時計回りに
- 山王神社
- 桜木神社
- 金刀比羅神社
- 稲荷神社（祭神・倉稲魂命）
- 地護大明神（祭神・大己貴命）・玉積神社・楠社：本殿の真後ろ
- 高良神社（祭神・武内宿弥）、向かって右側で向きは本社と同じで摂末社で一番大きい祠
- 宇賀神社
- 厳島神社
- 猿田彦神社（祭神・猿田彦命）
- 恵美寿神社（祭神・大国主命、事代主命）
- 杉尾神社（祭神・大己貴命）
- 若宮社：祠ではなく岩石
- 條内神社（祭神・高龗神）

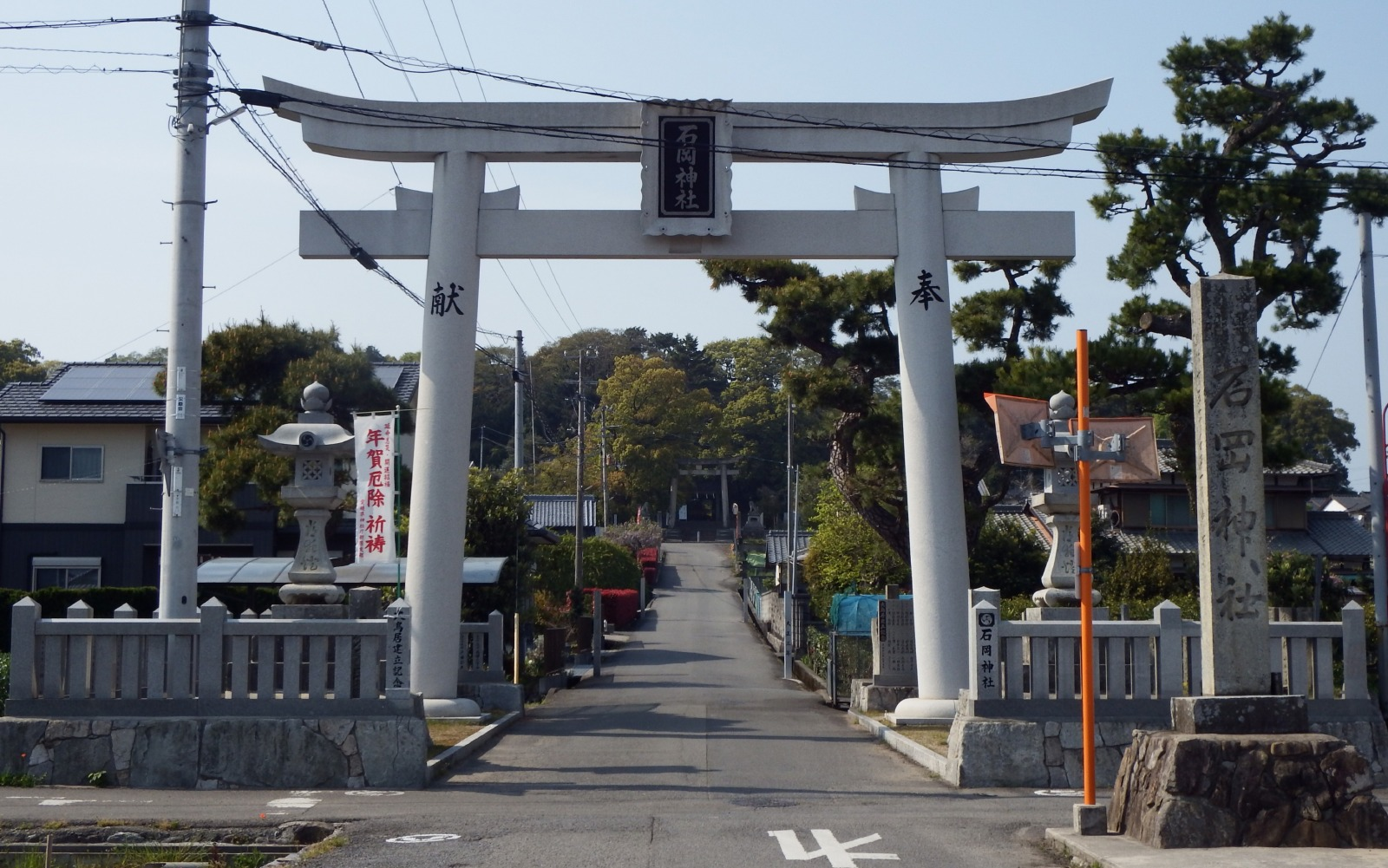
一の鳥居
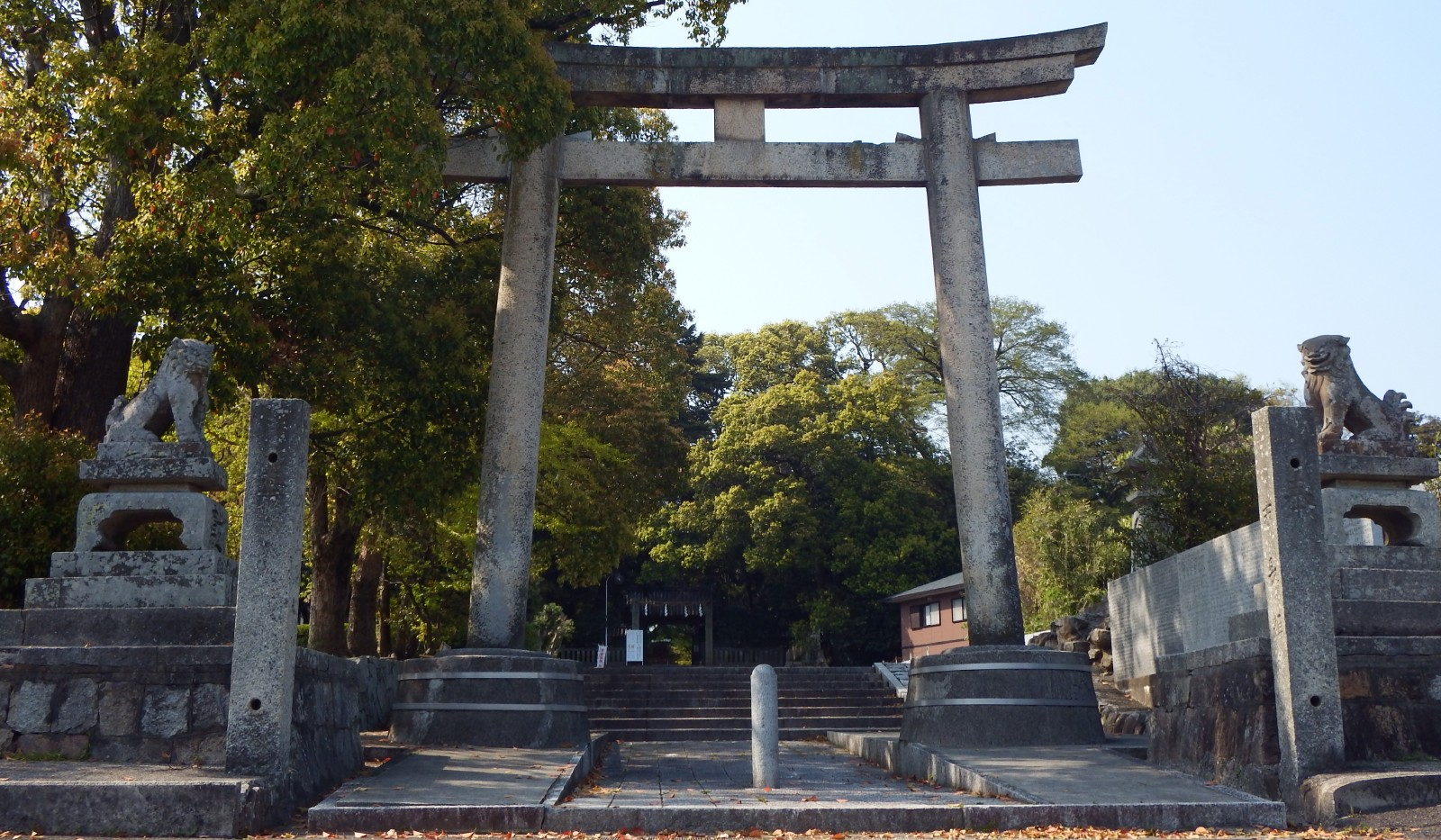
二の鳥居
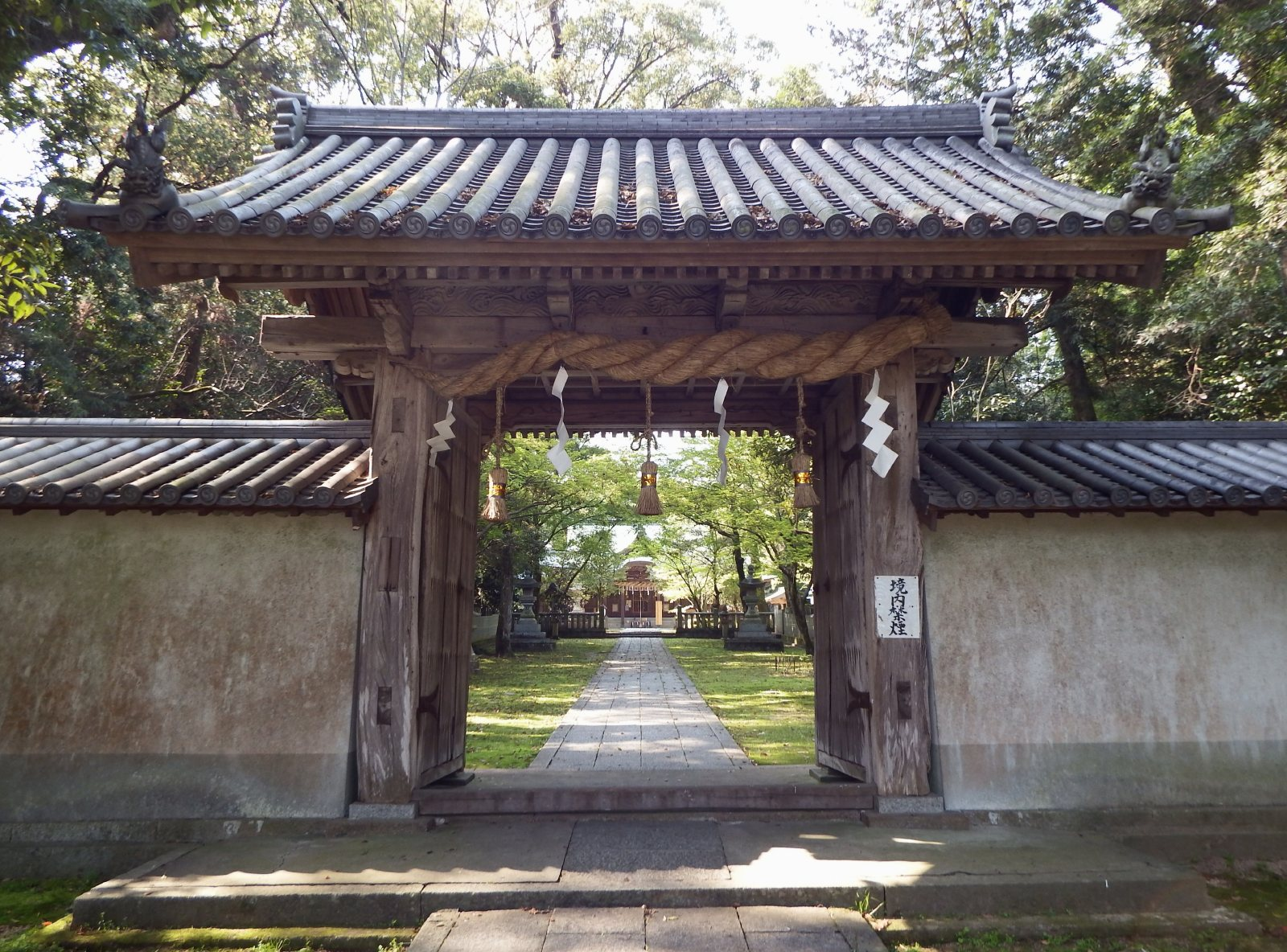
神門
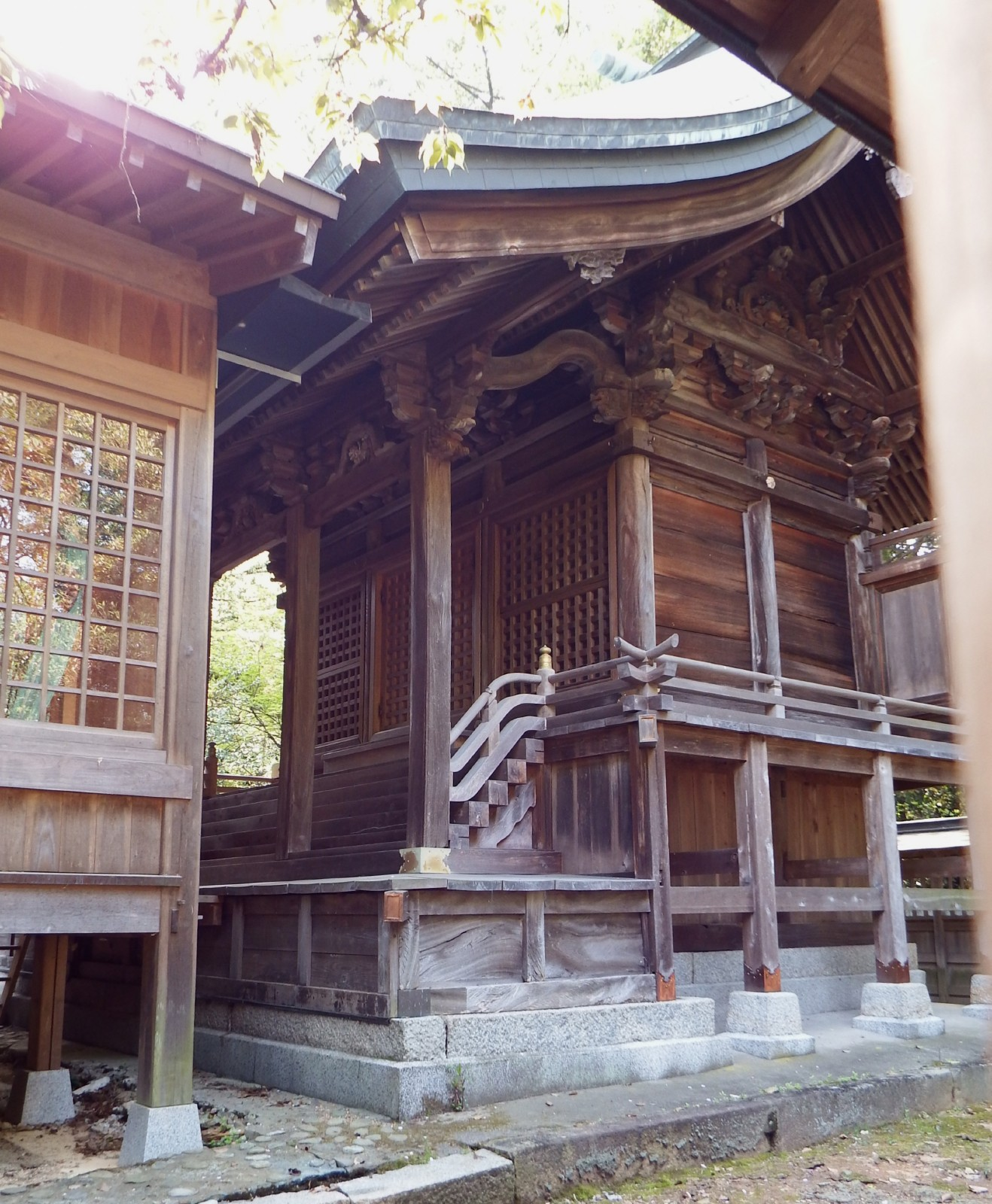
本殿
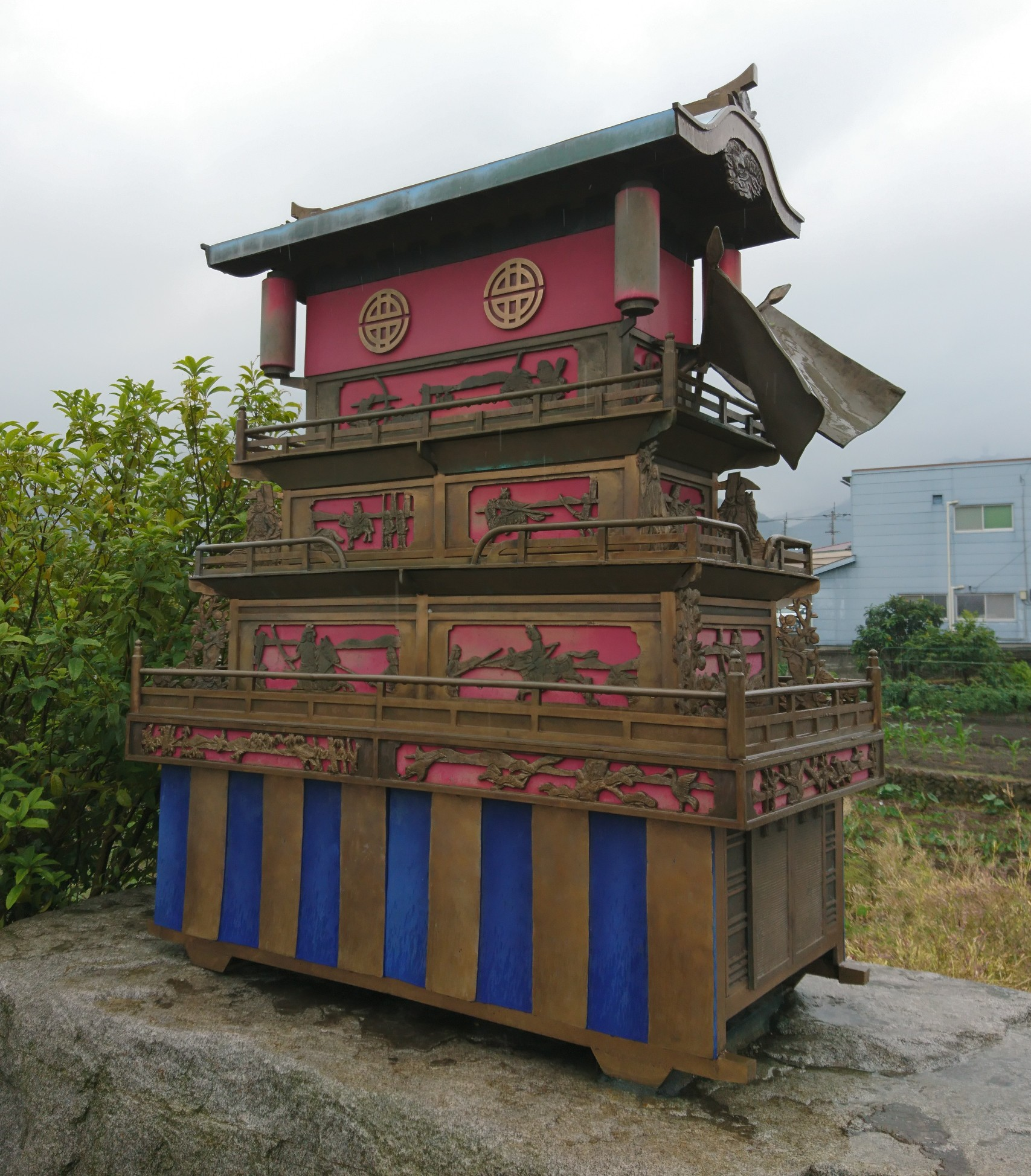
だんじり模型（伊予氷見駅）

## 祭ヶ岡

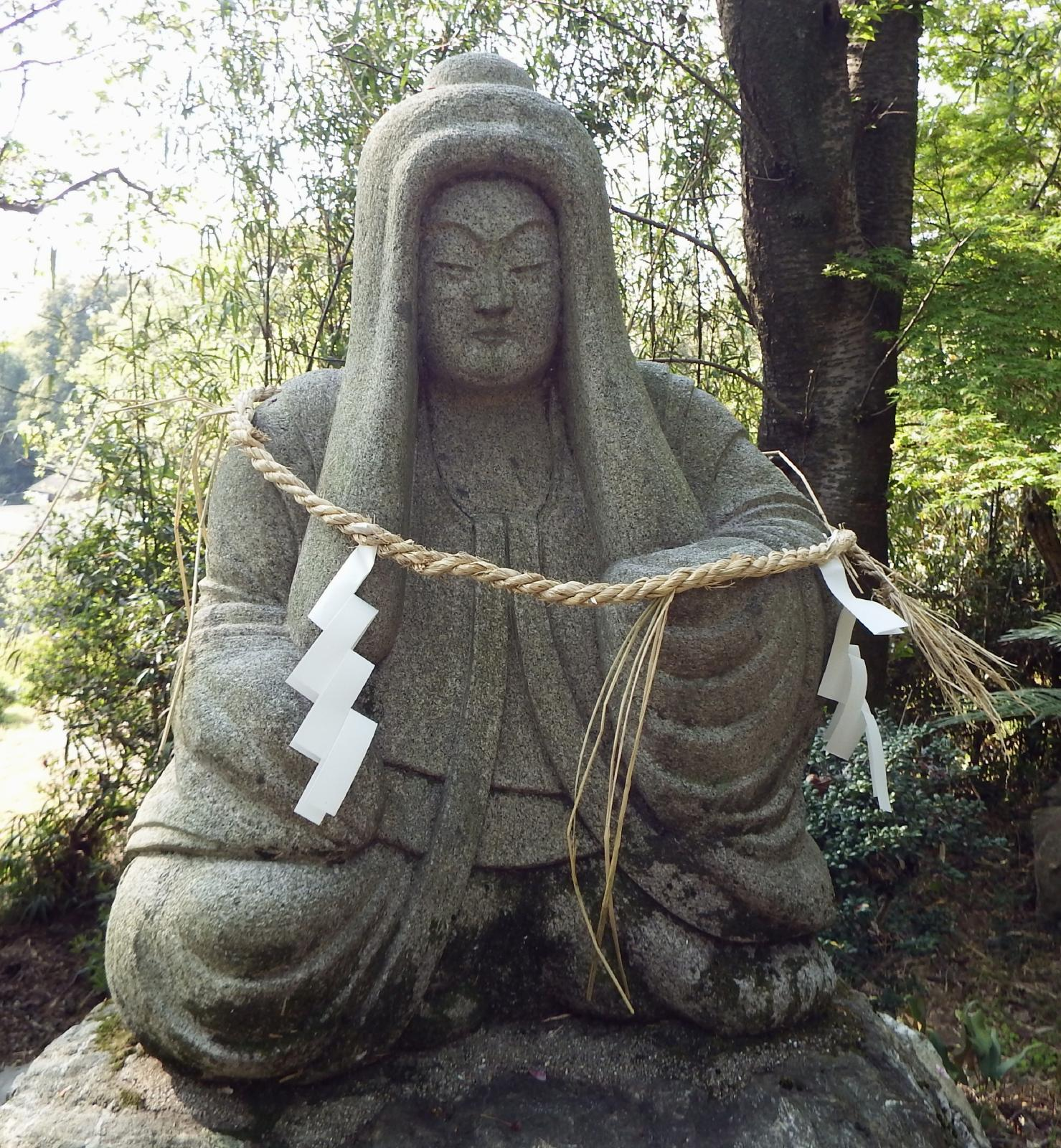
神功皇后坐像

神功皇后上陸地ならび古墳跡で、本殿の後方西100ｍのところにある。
祭岡神社：神功皇后坐像が立てられている。
祭ヶ岡古墳：5世紀後半にできたもので、直径約15m高さ約2mの円墳
氷見経塚古墳：古墳時代後期のもので直径21mの円墳と推定されていて元は氷見西町にあったが道路工事のため、平成元年9月22日この地に復元された。

## 文化財
市指定天然記念物
- 石岡神社社叢：昭和44年11月3日指定

## 例大祭
石岡神社祭礼
- 10月14日、15日の2日間。27台の楽車(だんじり)(舁き山車)と2台の太鼓台(曳き山)が奉納される。

14日午前9時、一の鳥居と二の鳥居の間の左側にある桜の馬場に全だんじりが集合し、お練りをしたあと各集落に戻って廻る。
15日未明、桜の馬場に全だんじりが集結し宮出しが行われ、その後、神輿にお供し各集落を廻る。夕方、再び桜の馬場に集合、かきくらべを演じ宮入りとなる。その際、だんじりは二の鳥居と神門前にある石柱門の間の参道まで入る。